# Vellozia tertia
Vellozia tertia là một loài thực vật có hoa trong họ Velloziaceae. Loài này được Spreng. miêu tả khoa học đầu tiên năm 1821.